# Torneo Apertura 2021 Serie B de México
El Torneo Apertura 2021 de la Serie B de México, parte de la Segunda División de México llamada oficialmente Liga Premier, fue el 46.º torneo de la competencia correspondiente a la LXXII temporada de la categoría. Este torneo fue disputado por ocho equipos y representó el regreso de la Serie B como rama separada en la categoría luego de un año de suspensión durante la temporada 2020-21. Como particularidad de esta edición, se volvió a implementar el formato de dos torneos por temporada: Apertura y Clausura.

## Sistema de competición
El sistema de competición de este torneo se desarrolla en dos fases:
- Fase de calificación: que se integra por las 14 jornadas del torneo regular. Durante esta ronda se enfrentarán los integrantes en dos ocasiones.
- Fase final: que se integrará por los partidos de ida y vuelta en rondas de semifinal y final.

### Fase de calificación
En la fase de calificación se observa el Sistema de Puntos. La ubicación en la tabla general está sujeta a lo siguiente:
- Por juego ganado se obtienen tres puntos (Si el visitante gana por diferencia de 2 o más goles se lleva el punto extra).
- Por juego empatado se obtiene un punto (En caso de empate a 2 o más goles se juegan en penales el punto extra).
- Por juego perdido no se otorgan puntos.

El orden de los clubes al final de la Fase de Calificación del torneo corresponderá a la suma de los puntos obtenidos por cada uno de ellos y se presentará en forma descendente. Si al finalizar las 14 jornadas del torneo, dos o más clubes estuviesen empatados en puntos, su posición en la Tabla general será determinada atendiendo a los siguientes criterios de desempate:
1. Mejor diferencia entre los goles anotados y recibidos.
2. Mayor número de goles anotados.
3. Marcadores particulares entre los Clubes empatados.
4. Mayor número de goles anotados como visitante.
5. Mejor ubicado en la Tabla general de cociente.
6. Tabla Fair Play.
7. Sorteo.

Para determinar los lugares que ocuparán los clubes que participen en la fase final del torneo se tomará como base la Tabla General.
Participarán automáticamente por el título de Campeón de la Liga Premier Serie B los cuatro primeros lugares de la tabla general del torneo.

### Fase final
Los cuatro clubes calificados para cada liguilla del torneo serán reubicados de acuerdo con el lugar que ocupen en la Tabla General de Cocientes de la Temporada al término de la jornada 14, con el puesto del número uno al club mejor clasificado, y así hasta el #4. Los partidos a esta fase se desarrollarán a visita, en las siguientes etapas:
- Semifinales
- Final

Los clubes vencedores en los partidos de Semifinal serán aquellos que en los dos juegos anoten el mayor número de goles. De existir empate en el número de goles anotados, la posición se definirá a favor del club con mayor cantidad de goles a favor cuando actúe como visitante.
Si una vez aplicado el criterio anterior los clubes siguieran empatados, se observará la posición de los clubes en la tabla de cocientes.
Los partidos correspondientes a la Fase final se jugarán obligatoriamente los días miércoles y sábado, y jueves y domingo eligiendo, en su caso, exclusivamente en forma descendente, los cuatro clubes mejor clasificados en la Tabla de cocientes al término de la jornada 26, el día y horario de su partido como local. Los siguientes cuatro clubes podrán elegir únicamente el horario.
El club vencedor de la Final y por lo tanto campeón, será aquel que en los dos partidos anote el mayor número de goles. Si al término del tiempo reglamentario el partido está empatado, se agregarán dos tiempos extras de 15 minutos cada uno. De persistir el empate en estos periodos, se procederá a lanzar tiros penales hasta que resulte un vencedor.
En las Semifinales participarán los cuatro clubes mejor clasificados en la tabla general del torneo, los participantes serán ordenados de acuerdo con su posición en la Tabla general al término de la jornada 14 del Torneo, enfrentándose:
2° vs 3°
Disputarán el título de Campeón de la temporada los dos clubes vencedores de la fase semifinal correspondiente, reubicándolos del uno al dos, de acuerdo a su mejor posición en la Tabla general al término de las 14 jornadas del torneo.

## Cambios
- La temporada volvió a ser dividida en dos torneos cortos: Apertura y Clausura, formato que se había abandonado en 2018 en favor de los torneos largos.[2]
- Los clubes Aguacateros Club Deportivo Uruapan, Club de Ciervos F. C. y Club Deportivo Cuautla regresaron a la Serie B luego de haber participado en la Serie A como equipos invitados durante la temporada 2020-2021.[1]
- El Club Calor regresa a la actividad luego de que su franquicia estuvo congelada durante una temporada.[1]
- Se integraron los clubes Alebrijes de Oaxaca "B", Guerreros de Xico, Huracanes Izcalli y Lobos Huerta como equipos de expansión.[1]

## Equipos participantes

### Equipos por Entidad Federativa
Se muestran las localizaciones en mapa de equipos de la Serie B de México 2021-22.
Para la temporada 2021-22, la entidad federativa de la República Mexicana con más equipos en la Serie B es el Estado de México con tres equipos.
| Entidad Federativa | N.º | Equipos                                   |
| ------------------ | --- | ----------------------------------------- |
| Estado de México   | 3   | Ciervos, Huracanes Izcalli y Lobos Huerta |
| Ciudad de México   | 1   | Guerreros de Xico                         |
| Coahuila           | 1   | Calor                                     |
| Michoacán          | 1   | Aguacateros CDU                           |
| Morelos            | 1   | Cuautla                                   |
| Oaxaca             | 1   | Alebrijes                                 |

### Información sobre los equipos participantes
| Equipo            | Entrenador         | Ciudad                               | Fundación      | Estadio                               | Capacidad | Filial              |
| ----------------- | ------------------ | ------------------------------------ | -------------- | ------------------------------------- | --------- | ------------------- |
| Aguacateros CDU   | José Muñoz         | Uruapan, Michoacán                   | 2018 (6 años)  | Unidad Deportiva Hermanos López Rayón | 5 000     |                     |
| Alebrijes "B"     | Isaac Martínez     | Oaxaca, Oaxaca                       | 2013 (11 años) | Tecnológico de Oaxaca                 | 14 598    | Alebrijes de Oaxaca |
| Calor             | Pedro Muñoz        | Monclova, Coahuila                   | 2001 (24 años) | Ciudad Deportiva Nora Leticia Rocha   | 5 000     |                     |
| Ciervos F.C.      | Nicasio Lozano     | Chalco, Estado de México             | 2017 (7 años)  | Arreola                               | 3 217     |                     |
| Cuautla           | Alexis Bañuelos    | Cuautla, Morelos                     | 1952 (72 años) | Isidro Gil Tapia                      | 5 000     |                     |
| Guerreros de Xico | Miguel Ángel Limón | Iztacalco, Ciudad de México          | 2021 (4 años)  | Jesús Martínez "Palillo"              | 6 000     |                     |
| Huracanes Izcalli | Antonio Gutiérrez  | Cuautitlán Izcalli, Estado de México | 2021 (4 años)  | Hugo Sánchez Márquez                  | 3 500     |                     |
| Lobos Huerta      | Julio Huerta       | Cuautitlán Izcalli, Estado de México | 2021 (4 años)  | Hugo Sánchez Márquez                  | 3 500     |                     |

## Torneo regular
- Horarios en tiempo local.
- Calendario disponible en la página oficial de la competencia Archivado el 11 de septiembre de 2021 en Wayback Machine..

| Jornada 1         | Jornada 1 | Jornada 1         | Jornada 1                | Jornada 1        | Jornada 1 | Jornada 1    | Jornada 1  | Jornada 1 | Jornada 1 |
| Local             | Resultado | Visitante         | Estadio                  | Fecha            | Hora      | Espectadores | Amonestado | Expulsado |           |
| ----------------- | --------- | ----------------- | ------------------------ | ---------------- | --------- | ------------ | ---------- | --------- | --------- |
| Lobos Huerta      | 2 - 1     | Calor             | Hugo Sánchez Márquez     | 18 de septiembre | 16:00     | 0            | 6          | 0         |           |
| Ciervos F.C.      | 1 - 0     | Huracanes Izcalli | Arreola                  | 18 de septiembre | 16:00     | 0            | 4          | 0         |           |
| Guerreros de Xico | 0 - 6     | Aguacateros CDU   | Jesús Martínez "Palillo" | 18 de septiembre | 16:00     | 100          | 0          | 0         |           |
| Cuautla           | 4 - 2     | Alebrijes "B"     | Isidro Gil Tapia         | 19 de septiembre | 16:00     | 600          | 2          | 0         |           |

| Jornada 2         | Jornada 2 | Jornada 2         | Jornada 2                     | Jornada 2        | Jornada 2 | Jornada 2    | Jornada 2  | Jornada 2 | Jornada 2 |
| Local             | Resultado | Visitante         | Estadio                       | Fecha            | Hora      | Espectadores | Amonestado | Expulsado |           |
| ----------------- | --------- | ----------------- | ----------------------------- | ---------------- | --------- | ------------ | ---------- | --------- | --------- |
| Alebrijes "B"     | 3 - 0     | Ciervos F.C.      | Tecnológico de Oaxaca         | 24 de septiembre | 16:00     | 50           | 3          | 0         |           |
| Calor             | 1 - 1     | Cuautla           | Cd. Dptva. Nora Leticia Rocha | 24 de septiembre | 20:30     | 400          | 1          | 0         |           |
| Aguacateros CDU   | 6 - 1     | Lobos Huerta      | U.D. Hermanos López Rayón     | 26 de septiembre | 10:00     | 200          | 4          | 0         |           |
| Huracanes Izcalli | 2 - 0     | Guerreros de Xico | Hugo Sánchez Márquez          | 26 de septiembre | 16:00     | 200          | 2          | 0         |           |

| Jornada 3     | Jornada 3 | Jornada 3         | Jornada 3             | Jornada 3    | Jornada 3  | Jornada 3    | Jornada 3  | Jornada 3 | Jornada 3 |
| Local         | Resultado | Visitante         | Estadio               | Fecha        | Hora       | Espectadores | Amonestado | Expulsado |           |
| ------------- | --------- | ----------------- | --------------------- | ------------ | ---------- | ------------ | ---------- | --------- | --------- |
| Alebrijes "B" | 2 - 0     | Huracanes Izcalli | Tecnológico de Oaxaca | 1 de octubre | 16:00      | 30           | 0          | 0         |           |
| Ciervos F.C.  | 0 - 3     | Calor             | Arreola               | 2 de octubre | 15:45      | 25           | 3          | 1         |           |
| Lobos Huerta  | 4 - 2     | Guerreros de Xico | Hugo Sánchez Márquez  | 3 de octubre | 16:00      | 0            | 2          | 0         |           |
| Cuautla       | 0 - 3     | Aguacateros CDU   | Isidro Gil Tapia      | Suspendido   | Suspendido | N/A          | 0          | 0         |           |

| Jornada 4         | Jornada 4 | Jornada 4     | Jornada 4                     | Jornada 4      | Jornada 4 | Jornada 4    | Jornada 4  | Jornada 4 | Jornada 4 |
| Local             | Resultado | Visitante     | Estadio                       | Fecha          | Hora      | Espectadores | Amonestado | Expulsado |           |
| ----------------- | --------- | ------------- | ----------------------------- | -------------- | --------- | ------------ | ---------- | --------- | --------- |
| Calor             | 1 - 2     | Alebrijes "B" | Cd. Dptva. Nora Leticia Rocha | 8 de octubre   | 20:30     | 150          | 3          | 1         |           |
| Aguacateros CDU   | 4 - 0     | Ciervos F.C.  | U.D. Hermanos López Rayón     | 9 de octubre   | 16:00     | 500          | 3          | 0         |           |
| Huracanes Izcalli | 0 - 3     | Lobos Huerta  | Hugo Sánchez Márquez          | 10 de octubre  | 16:00     | 250          | 2          | 0         |           |
| Guerreros de Xico | 0 - 3     | Cuautla       | Campo 1 Magdalena Mixhuca     | 1 de diciembre | 15:00     | 30           | 0          | 0         |           |

| Jornada 5     | Jornada 5 | Jornada 5         | Jornada 5                     | Jornada 5     | Jornada 5 | Jornada 5    | Jornada 5  | Jornada 5 | Jornada 5 |
| Local         | Resultado | Visitante         | Estadio                       | Fecha         | Hora      | Espectadores | Amonestado | Expulsado |           |
| ------------- | --------- | ----------------- | ----------------------------- | ------------- | --------- | ------------ | ---------- | --------- | --------- |
| Alebrijes "B" | 1 - 0     | Aguacateros CDU   | Tecnológico de Oaxaca         | 13 de octubre | 12:00     | 100          | 5          | 0         |           |
| Lobos Huerta  | 1 - 1     | Cuautla           | Hugo Sánchez Márquez          | 13 de octubre | 16:00     | 0            | 7          | 1         |           |
| Ciervos F.C.  | 5 - 0     | Guerreros de Xico | Arreola                       | 13 de octubre | 16:00     | 50           | 3          | 0         |           |
| Calor         | 4 - 1     | Huracanes Izcalli | Cd. Dptva. Nora Leticia Rocha | 13 de octubre | 20:30     | 200          | 1          | 0         |           |

| Jornada 6         | Jornada 6     | Jornada 6         | Jornada 6                 | Jornada 6     | Jornada 6 | Jornada 6    | Jornada 6  | Jornada 6 | Jornada 6 |
| Local             | Resultado     | Visitante         | Estadio                   | Fecha         | Hora      | Espectadores | Amonestado | Expulsado |           |
| ----------------- | ------------- | ----------------- | ------------------------- | ------------- | --------- | ------------ | ---------- | --------- | --------- |
| Guerreros de Xico | 0 - 3         | Alebrijes "B"     | Arreola                   | 16 de octubre | 15:45     | 100          | 2          | 0         |           |
| Lobos Huerta      | (1) 2 - 2 (3) | Ciervos F.C.      | Hugo Sánchez Márquez      | 16 de octubre | 16:00     | 100          | 4          | 0         |           |
| Aguacateros CDU   | 3 - 2         | Calor             | U.D. Hermanos López Rayón | 16 de octubre | 16:15     | 500          | 5          | 0         |           |
| Cuautla           | 3 - 0         | Huracanes Izcalli | Isidro Gil Tapia          | 17 de octubre | 16:00     | 500          | 2          | 0         |           |

| Jornada 7         | Jornada 7 | Jornada 7         | Jornada 7                     | Jornada 7     | Jornada 7 | Jornada 7    | Jornada 7  | Jornada 7 | Jornada 7 |
| Local             | Resultado | Visitante         | Estadio                       | Fecha         | Hora      | Espectadores | Amonestado | Expulsado |           |
| ----------------- | --------- | ----------------- | ----------------------------- | ------------- | --------- | ------------ | ---------- | --------- | --------- |
| Alebrijes "B"     | 4 - 0     | Lobos Huerta      | Tecnológico de Oaxaca         | 22 de octubre | 16:00     | 100          | 0          | 0         |           |
| Calor             | 2 - 0     | Guerreros de Xico | Cd. Dptva. Nora Leticia Rocha | 22 de octubre | 20:30     | 300          | 4          | 0         |           |
| Ciervos F.C.      | 3 - 7     | Cuautla           | Arreola                       | 23 de octubre | 16:00     | 250          | 0          | 0         |           |
| Huracanes Izcalli | 1 - 1     | Aguacateros CDU   | Hugo Sánchez Márquez          | 24 de octubre | 16:00     | 200          | 7          | 0         |           |

| Jornada 8         | Jornada 8 | Jornada 8         | Jornada 8                     | Jornada 8     | Jornada 8 | Jornada 8    | Jornada 8  | Jornada 8 | Jornada 8 |
| Local             | Resultado | Visitante         | Estadio                       | Fecha         | Hora      | Espectadores | Amonestado | Expulsado |           |
| ----------------- | --------- | ----------------- | ----------------------------- | ------------- | --------- | ------------ | ---------- | --------- | --------- |
| Alebrijes "B"     | 1 - 1     | Cuautla           | Tecnológico de Oaxaca         | 29 de octubre | 16:00     | 50           | 4          | 0         |           |
| Calor             | 5 - 0     | Lobos Huerta      | Cd. Dptva. Nora Leticia Rocha | 29 de octubre | 20:30     | 50           | 3          | 0         |           |
| Aguacateros CDU   | 5 - 0     | Guerreros de Xico | U.D. Hermanos López Rayón     | 30 de octubre | 16:00     | 500          | 3          | 2         |           |
| Huracanes Izcalli | 3 - 2     | Ciervos F.C.      | Hugo Sánchez Márquez          | 31 de octubre | 15:00     | 0            | 5          | 0         |           |

| Jornada 9         | Jornada 9 | Jornada 9         | Jornada 9            | Jornada 9      | Jornada 9 | Jornada 9    | Jornada 9  | Jornada 9 | Jornada 9 |
| Local             | Resultado | Visitante         | Estadio              | Fecha          | Hora      | Espectadores | Amonestado | Expulsado |           |
| ----------------- | --------- | ----------------- | -------------------- | -------------- | --------- | ------------ | ---------- | --------- | --------- |
| Guerreros de Xico | 0 - 3     | Huracanes Izcalli | Arreola              | 5 de noviembre | 15:00     | 30           | 1          | 0         |           |
| Lobos Huerta      | 0 - 2     | Aguacateros CDU   | Hugo Sánchez Márquez | 6 de noviembre | 15:00     | 0            | 3          | 0         |           |
| Ciervos F.C.      | 1 - 2     | Alebrijes "B"     | Arreola              | 6 de noviembre | 15:30     | 50           | 2          | 1         |           |
| Cuautla           | 2 - 1     | Calor             | Isidro Gil Tapia     | 7 de noviembre | 15:00     | 500          | 4          | 0         |           |

| Jornada 10        | Jornada 10 | Jornada 10    | Jornada 10                    | Jornada 10      | Jornada 10 | Jornada 10   | Jornada 10 | Jornada 10 | Jornada 10 |
| Local             | Resultado  | Visitante     | Estadio                       | Fecha           | Hora       | Espectadores | Amonestado | Expulsado  |            |
| ----------------- | ---------- | ------------- | ----------------------------- | --------------- | ---------- | ------------ | ---------- | ---------- | ---------- |
| Aguacateros CDU   | 0 - 0      | Cuautla       | U.D. Hermanos López Rayón     | 10 de noviembre | 15:00      | 200          | 6          | 1          |            |
| Guerreros de Xico | 1 - 4      | Lobos Huerta  | Arreola                       | 10 de noviembre | 15:00      | 20           | 2          | 0          |            |
| Calor             | 4 - 0      | Ciervos F.C.  | Cd. Dptva. Nora Leticia Rocha | 10 de noviembre | 19:30      | 300          | 2          | 0          |            |
| Huracanes Izcalli | 3 - 1      | Alebrijes "B" | Hugo Sánchez Márquez          | 11 de noviembre | 15:00      | 0            | 2          | 0          |            |

| Jornada 11    | Jornada 11 | Jornada 11        | Jornada 11            | Jornada 11      | Jornada 11 | Jornada 11   | Jornada 11 | Jornada 11 | Jornada 11 |
| Local         | Resultado  | Visitante         | Estadio               | Fecha           | Hora       | Espectadores | Amonestado | Expulsado  |            |
| ------------- | ---------- | ----------------- | --------------------- | --------------- | ---------- | ------------ | ---------- | ---------- | ---------- |
| Ciervos F.C.  | 2 - 8      | Aguacateros CDU   | Arreola               | 13 de noviembre | 15:30      | 50           | 3          | 0          |            |
| Cuautla       | 3 - 0      | Guerreros de Xico | Isidro Gil Tapia      | 14 de noviembre | 15:00      | 500          | 3          | 0          |            |
| Lobos Huerta  | 4 - 2      | Huracanes Izcalli | Hugo Sánchez Márquez  | 14 de noviembre | 15:00      | 0            | 2          | 0          |            |
| Alebrijes "B" | 2 - 1      | Calor             | Tecnológico de Oaxaca | 15 de noviembre | 15:00      | 200          | 2          | 0          |            |

| Jornada 12        | Jornada 12 | Jornada 12    | Jornada 12                | Jornada 12      | Jornada 12 | Jornada 12   | Jornada 12 | Jornada 12 | Jornada 12 |
| Local             | Resultado  | Visitante     | Estadio                   | Fecha           | Hora       | Espectadores | Amonestado | Expulsado  |            |
| ----------------- | ---------- | ------------- | ------------------------- | --------------- | ---------- | ------------ | ---------- | ---------- | ---------- |
| Guerreros de Xico | 0 - 3      | Ciervos F.C.  | Arreola                   | 19 de noviembre | 15:30      | 50           | 3          | 0          |            |
| Aguacateros CDU   | 4 - 0      | Alebrijes "B" | U.D. Hermanos López Rayón | 20 de noviembre | 15:00      | 600          | 3          | 0          |            |
| Cuautla           | 1 - 1      | Lobos Huerta  | Isidro Gil Tapia          | 21 de noviembre | 15:00      | 500          | 6          | 0          |            |
| Huracanes Izcalli | 0 - 4      | Calor         | Hugo Sánchez Márquez      | 21 de noviembre | 15:00      | 0            | 3          | 0          |            |

| Jornada 13        | Jornada 13 | Jornada 13        | Jornada 13                    | Jornada 13      | Jornada 13 | Jornada 13   | Jornada 13 | Jornada 13 | Jornada 13 |
| Local             | Resultado  | Visitante         | Estadio                       | Fecha           | Hora       | Espectadores | Amonestado | Expulsado  |            |
| ----------------- | ---------- | ----------------- | ----------------------------- | --------------- | ---------- | ------------ | ---------- | ---------- | ---------- |
| Alebrijes "B"     | 3 - 1      | Guerreros de Xico | Tecnológico de Oaxaca         | 26 de noviembre | 16:00      | 50           | 3          | 0          |            |
| Ciervos F.C.      | 3 - 0      | Lobos Huerta      | Arreola                       | 26 de noviembre | 15:30      | 50           | 2          | 2          |            |
| Calor             | 2 - 1      | Aguacateros CDU   | Cd. Dptva. Nora Leticia Rocha | 26 de noviembre | 19:30      | 200          | 1          | 2          |            |
| Huracanes Izcalli | 1 - 4      | Cuautla           | Hugo Sánchez Márquez          | 28 de noviembre | 15:00      | 0            | 1          | 0          |            |

| Jornada 14        | Jornada 14 | Jornada 14        | Jornada 14                | Jornada 14     | Jornada 14 | Jornada 14   | Jornada 14 | Jornada 14 | Jornada 14 |
| Local             | Resultado  | Visitante         | Estadio                   | Fecha          | Hora       | Espectadores | Amonestado | Expulsado  |            |
| ----------------- | ---------- | ----------------- | ------------------------- | -------------- | ---------- | ------------ | ---------- | ---------- | ---------- |
| Lobos Huerta      | 2 - 4      | Alebrijes "B"     | Hugo Sánchez Márquez      | 4 de diciembre | 15:00      | 0            | 4          | 0          |            |
| Aguacateros CDU   | 6 - 0      | Huracanes Izcalli | U.D. Hermanos López Rayón | 4 de diciembre | 15:00      | 300          | 1          | 0          |            |
| Guerreros de Xico | 1 - 4      | Calor             | Arreola                   | 4 de diciembre | 15:30      | 50           | 5          | 0          |            |
| Cuautla           | 4 - 1      | Ciervos F.C.      | Isidro Gil Tapia          | 5 de diciembre | 15:00      | 0            | 1          | 0          |            |

## Tabla General de Clasificación
| Pos. | Equipo              | Pts. | PJ | G  | E | P  | GF | GC | Dif. | Clasificación        |
| ---- | ------------------- | ---- | -- | -- | - | -- | -- | -- | ---- | -------------------- |
| 1    | Aguacateros CDU (C) | 35   | 14 | 10 | 2 | 2  | 49 | 9  | +40  | Liguilla             |
| 2    | Alebrijes "B"       | 33   | 14 | 10 | 1 | 3  | 30 | 18 | +12  | Liguilla             |
| 3    | Cuautla             | 32   | 14 | 8  | 5 | 1  | 34 | 15 | +19  |                      |
| 4    | Calor               | 28   | 14 | 8  | 1 | 5  | 35 | 15 | +20  | Liguilla             |
| 5    | Lobos Huerta        | 20   | 14 | 5  | 3 | 6  | 24 | 34 | −10  | Copa Conecta 2021-22 |
| 6    | Ciervos F.C.        | 15   | 14 | 4  | 1 | 9  | 23 | 40 | −17  | Copa Conecta 2021-22 |
| 7    | Huracanes Izcalli   | 14   | 14 | 4  | 1 | 9  | 16 | 35 | −19  | Copa Conecta 2021-22 |
| 8    | Guerreros de Xico   | 0    | 14 | 0  | 0 | 14 | 5  | 50 | −45  | Copa Conecta 2021-22 |

Actualizado a los partidos jugados el 5 de diciembre de 2021.
 Fuente: Liga Premier FMF
Criterios de clasificación: Puntos · Diferencia de goles · Goles a favor · Play-off
Notas:
1. ↑  El Club Deportivo Cuautla fue excluido de la fase de Liguilla por incumplir el artículo 26 del Reglamento de competencia de la Liga Premier referente al pago de las obligaciones económicas de los clubes participantes.[5]

#### Evolución de la clasificación
Fecha de actualización: 5 de diciembre de 2021 
| Equipo / Jornada  | 01 | 02 | 03 | 04 | 05 | 06 | 07 | 08 | 09 | 10 | 11 | 12 | 13 | 14 |
| ----------------- | -- | -- | -- | -- | -- | -- | -- | -- | -- | -- | -- | -- | -- | -- |
| Aguacateros CDU   | 1  | 1  | 1* | 1* | 1  | 1  | 2  | 1  | 1  | 1  | 1  | 1  | 1  | 1  |
| Alebrijes         | 7  | 3  | 2  | 3  | 2  | 2  | 1  | 2  | 2  | 2  | 2  | 2  | 2  | 2  |
| Cuautla           | 2  | 2  | 5* | 5† | 6* | 5* | 3* | 4* | 3* | 4* | 3* | 4* | 3* | 3  |
| Calor             | 5  | 7  | 4  | 4  | 4  | 4  | 5  | 3  | 4  | 3  | 5  | 3  | 4  | 4  |
| Lobos Huerta      | 3  | 6  | 3  | 2  | 3  | 3  | 4  | 5  | 5  | 5  | 4  | 5  | 5  | 5  |
| Ciervos           | 4  | 5  | 7  | 7  | 5  | 6  | 6  | 6  | 7  | 7  | 7  | 7  | 6  | 6  |
| Huracanes Izcalli | 6  | 4  | 6  | 6  | 7  | 7  | 7  | 7  | 6  | 6  | 6  | 6  | 7  | 7  |
| Guerreros de Xico | 8  | 8  | 8  | 8* | 8* | 8* | 8* | 8* | 8* | 8* | 8* | 8* | 8* | 8  |

- *: Indica la posición del equipo con un partido pendiente al finalizar la jornada.
- †: Indica la posición del equipo con dos partidos pendientes al finalizar la jornada.

## Liguilla
|  | Semifinales  | Semifinales     | Semifinales | Semifinales | Semifinales |   |   | Final           | Final | Final | Final | Final |
|  |              |                 |             |             |             |   |   |                 |       |       |       |       |
|  | 1            | Aguacateros CDU |             |             |             |   |   |                 |       |       |       |       |
|  | PASE DIRECTO |                 |             |             |             |   |   |                 |       |       |       |       |
|  |              |                 |             |             |             |   | 1 | Aguacateros CDU | 0     | 2     | 2     |       |
|  |              | 3               | Calor       | 0           | 1           | 1 |   |                 |       |       |       |       |
|  | 2            | Alebrijes "B"   | 1           | 0           | 1 (3)       |   |   |                 |       |       |       |       |
|  | 3            | Calor (p.)      | 1           | 0           | 1 (4)       |   |   |                 |       |       |       |       |

### Semifinal
| 10 de diciembre de 2021, 19:30 (UTC -6) | Calor       | 1:1 (0:0) | Alebrijes "B" | Ciudad Deportiva Nora Leticia Rocha, Monclova, Coahuila              |                                                                      |
|                                         | E. Díaz 67' | Reporte   | 51' D. Guzmán | Asistencia: 500 espectadores Árbitro(s): Oscar Javier Ramírez Flores | Asistencia: 500 espectadores Árbitro(s): Oscar Javier Ramírez Flores |

| 13 de diciembre de 2021, 18:30 (UTC -6)                                | Alebrijes "B" | 0:0 (3:4 p.)(Global 1:1) | Calor | Estadio Tecnológico de Oaxaca, Oaxaca, Oaxaca                  |                                                                |
|                                                                        |               | Reporte                  |       | Asistencia: 600 espectadores Árbitro(s): Rafael Bonilla Vargas | Asistencia: 600 espectadores Árbitro(s): Rafael Bonilla Vargas |
| Calor avanzó a la Final tras ganar 3-4 en serie de penales. Global 1-1 |               |                          |       |                                                                |                                                                |

### Final
| 16 de diciembre de 2021, 19:30 (UTC -6) | Calor | 0:0     | Aguacateros CDU | Ciudad Deportiva Nora Leticia Rocha, Monclova, Coahuila            |                                                                    |
|                                         |       | Reporte |                 | Asistencia: 1 300 espectadores Árbitro(s): Julio César Gil Jiménez | Asistencia: 1 300 espectadores Árbitro(s): Julio César Gil Jiménez |

| 19 de diciembre de 2021, 15:00 (UTC -6)                      | Aguacateros CDU             | 2:1 (0:0, 1:0) (t. s.)(Global 2:1) | Calor           | Unidad Deportiva Hermanos López Rayón, Uruapan, Michoacán        |                                                                  |
|                                                              | B. Mota 76' · J.C. Peña 99' | Reporte                            | 63' R. Magallón | Asistencia: 2 500 espectadores Árbitro(s): Rafael Bonilla Vargas | Asistencia: 2 500 espectadores Árbitro(s): Rafael Bonilla Vargas |
| Aguacateros CDU campeón del Torneo Apertura 2021. Global 2-1 |                             |                                    |                 |                                                                  |                                                                  |

#### Final - Ida
| 35    | POR   | Héctor Ordáz    |     |
| 16    | DEF   | José Macías     |     |
| 17    | DEF   | Carlos de Luna  |     |
| 21    | DEF   | Juan de la Rosa |     |
| 23    | DEF   | Jesús García    |     |
| 8     | MED   | Ángel Ramírez   | 66' |
| 11    | MED   | Jorge Ramírez   | 81' |
| 18    | MED   | Eduardo Díaz    |     |
| 7     | DEL   | Emil Kamar      | 55' |
| 9     | DEL   | David Cortez    | 81' |
| 29    | DEL   | Raúl Magallón   |     |
| D. T. | D. T. | Pedro Muñoz     |     |

| 23    | POR   | Joel Muñoz       |     |
| 2     | DEF   | Uriem Castrejón  |     |
| 15    | DEF   | Edwin Quezada    |     |
| 24    | DEF   | Bryan Menera     |     |
| 4     | MED   | Alfredo Quiróz   |     |
| 6     | MED   | José León        |     |
| 8     | MED   | Francisco Flores | 89' |
| 18    | MED   | Jorge Rivera     |     |
| 9     | DEL   | Bryan Mota       |     |
| 10    | DEL   | Juan Carlos Peña | 85' |
| 11    | DEL   | Daniel Valencia  | 88' |
| D. T. | D. T. | José Muñoz       |     |

| 10 | Centrocampista | Cristian Valladares | 55' |
| 6  | Defensa        | Santos Calzada      | 66' |
| 24 | Centrocampista | Marvyn González     | 81' |
| 22 | Delantero      | César May           | 81' |

| 13 | Delantero      | Emmanuel Tellez | 85' |
| 3  | Defensa        | Brandon López   | 88' |
| 7  | Centrocampista | César Quiróz    | 89' |

| 22' | Ángel Ramírez |

| 70' | Uriem Castrejón |

| Principal  | Julio César Gil Jiménez         |
| Asistentes | José Isidro Martínez Gómez      |
|            | Rubén Martín Hipólito           |
| Cuarto     | Ricardo Emmanuel Chávez Sánchez |

| Alineación inicial |

| 35    | POR   | Héctor Ordáz    |     |
| 16    | DEF   | José Macías     |     |
| 17    | DEF   | Carlos de Luna  |     |
| 21    | DEF   | Juan de la Rosa |     |
| 23    | DEF   | Jesús García    |     |
| 8     | MED   | Ángel Ramírez   | 66' |
| 11    | MED   | Jorge Ramírez   | 81' |
| 18    | MED   | Eduardo Díaz    |     |
| 7     | DEL   | Emil Kamar      | 55' |
| 9     | DEL   | David Cortez    | 81' |
| 29    | DEL   | Raúl Magallón   |     |
| D. T. | D. T. | Pedro Muñoz     |     |

| 23    | POR   | Joel Muñoz       |     |
| 2     | DEF   | Uriem Castrejón  |     |
| 15    | DEF   | Edwin Quezada    |     |
| 24    | DEF   | Bryan Menera     |     |
| 4     | MED   | Alfredo Quiróz   |     |
| 6     | MED   | José León        |     |
| 8     | MED   | Francisco Flores | 89' |
| 18    | MED   | Jorge Rivera     |     |
| 9     | DEL   | Bryan Mota       |     |
| 10    | DEL   | Juan Carlos Peña | 85' |
| 11    | DEL   | Daniel Valencia  | 88' |
| D. T. | D. T. | José Muñoz       |     |

| 10 | Centrocampista | Cristian Valladares | 55' |
| 6  | Defensa        | Santos Calzada      | 66' |
| 24 | Centrocampista | Marvyn González     | 81' |
| 22 | Delantero      | César May           | 81' |

| 13 | Delantero      | Emmanuel Tellez | 85' |
| 3  | Defensa        | Brandon López   | 88' |
| 7  | Centrocampista | César Quiróz    | 89' |

| 22' | Ángel Ramírez |

| 70' | Uriem Castrejón |

| Principal  | Julio César Gil Jiménez         |
| Asistentes | José Isidro Martínez Gómez      |
|            | Rubén Martín Hipólito           |
| Cuarto     | Ricardo Emmanuel Chávez Sánchez |

| Alineación inicial |

| 35    | POR   | Héctor Ordáz    |     |
| 16    | DEF   | José Macías     |     |
| 17    | DEF   | Carlos de Luna  |     |
| 21    | DEF   | Juan de la Rosa |     |
| 23    | DEF   | Jesús García    |     |
| 8     | MED   | Ángel Ramírez   | 66' |
| 11    | MED   | Jorge Ramírez   | 81' |
| 18    | MED   | Eduardo Díaz    |     |
| 7     | DEL   | Emil Kamar      | 55' |
| 9     | DEL   | David Cortez    | 81' |
| 29    | DEL   | Raúl Magallón   |     |
| D. T. | D. T. | Pedro Muñoz     |     |

| 23    | POR   | Joel Muñoz       |     |
| 2     | DEF   | Uriem Castrejón  |     |
| 15    | DEF   | Edwin Quezada    |     |
| 24    | DEF   | Bryan Menera     |     |
| 4     | MED   | Alfredo Quiróz   |     |
| 6     | MED   | José León        |     |
| 8     | MED   | Francisco Flores | 89' |
| 18    | MED   | Jorge Rivera     |     |
| 9     | DEL   | Bryan Mota       |     |
| 10    | DEL   | Juan Carlos Peña | 85' |
| 11    | DEL   | Daniel Valencia  | 88' |
| D. T. | D. T. | José Muñoz       |     |

| 10 | Centrocampista | Cristian Valladares | 55' |
| 6  | Defensa        | Santos Calzada      | 66' |
| 24 | Centrocampista | Marvyn González     | 81' |
| 22 | Delantero      | César May           | 81' |

| 13 | Delantero      | Emmanuel Tellez | 85' |
| 3  | Defensa        | Brandon López   | 88' |
| 7  | Centrocampista | César Quiróz    | 89' |

| 22' | Ángel Ramírez |

| 70' | Uriem Castrejón |

| Principal  | Julio César Gil Jiménez         |
| Asistentes | José Isidro Martínez Gómez      |
|            | Rubén Martín Hipólito           |
| Cuarto     | Ricardo Emmanuel Chávez Sánchez |

| Alineación inicial |

| 35    | POR   | Héctor Ordáz    |     |
| 16    | DEF   | José Macías     |     |
| 17    | DEF   | Carlos de Luna  |     |
| 21    | DEF   | Juan de la Rosa |     |
| 23    | DEF   | Jesús García    |     |
| 8     | MED   | Ángel Ramírez   | 66' |
| 11    | MED   | Jorge Ramírez   | 81' |
| 18    | MED   | Eduardo Díaz    |     |
| 7     | DEL   | Emil Kamar      | 55' |
| 9     | DEL   | David Cortez    | 81' |
| 29    | DEL   | Raúl Magallón   |     |
| D. T. | D. T. | Pedro Muñoz     |     |

| 23    | POR   | Joel Muñoz       |     |
| 2     | DEF   | Uriem Castrejón  |     |
| 15    | DEF   | Edwin Quezada    |     |
| 24    | DEF   | Bryan Menera     |     |
| 4     | MED   | Alfredo Quiróz   |     |
| 6     | MED   | José León        |     |
| 8     | MED   | Francisco Flores | 89' |
| 18    | MED   | Jorge Rivera     |     |
| 9     | DEL   | Bryan Mota       |     |
| 10    | DEL   | Juan Carlos Peña | 85' |
| 11    | DEL   | Daniel Valencia  | 88' |
| D. T. | D. T. | José Muñoz       |     |

| 10 | Centrocampista | Cristian Valladares | 55' |
| 6  | Defensa        | Santos Calzada      | 66' |
| 24 | Centrocampista | Marvyn González     | 81' |
| 22 | Delantero      | César May           | 81' |

| 13 | Delantero      | Emmanuel Tellez | 85' |
| 3  | Defensa        | Brandon López   | 88' |
| 7  | Centrocampista | César Quiróz    | 89' |

| 22' | Ángel Ramírez |

| 70' | Uriem Castrejón |

| Principal  | Julio César Gil Jiménez         |
| Asistentes | José Isidro Martínez Gómez      |
|            | Rubén Martín Hipólito           |
| Cuarto     | Ricardo Emmanuel Chávez Sánchez |

| Alineación inicial |

#### Final - Vuelta
| 23    | POR   | Joel Muñoz       |      |
| 2     | DEF   | Uriem Castrejón  |      |
| 15    | DEF   | Edwin Quezada    |      |
| 24    | DEF   | Luis Menera      |      |
| 4     | MED   | Eduardo Quiróz   |      |
| 6     | MED   | José León        |      |
| 8     | MED   | Francisco Flores | 96'  |
| 18    | MED   | Jorge Rivera     | 55'  |
| 9     | DEL   | Bryan Mota       |      |
| 10    | DEL   | Juan Carlos Peña | 118' |
| 11    | DEL   | Daniel Valencia  |      |
| D. T. | D. T. | José Muñoz       |      |

| 35    | POR   | Héctor Ordáz        |     |
| 16    | DEF   | José Macías         |     |
| 17    | DEF   | Carlos de Luna      |     |
| 21    | DEF   | Juan de la Rosa     |     |
| 23    | DEF   | Jesús García        |     |
| 8     | MED   | Ángel Ramírez       | 58' |
| 10    | MED   | Cristian Valladares | 20' |
| 18    | MED   | Eduardo Díaz        |     |
| 7     | DEL   | Emil Kamar          | 72' |
| 9     | DEL   | David Cortez        | 72' |
| 29    | DEL   | Raúl Magallón       |     |
| D. T. | D. T. | Pedro Muñoz         |     |

| 7  | Centrocampista | César Quiróz    | 55'  |
| 13 | Delantero      | Emmanuel Tellez | 96'  |
| 3  | Defensa        | Brandon López   | 118' |

| 11 | Centrocampista | Jorge Ramírez 58' | 20' |
| 22 | Delantero      | César May         | 58' |
| 24 | Centrocampista | Marvyn González   | 58' |
| 12 | Defensa        | José Gaytán       | 72' |
| 6  | Defensa        | Santos Calzada    | 72' |

| 76' · 99' | Bryan Mota Juan Carlos Peña | 1:1 2:1 |

| 63' | Raúl Magallón | 0:1 |

| 37' · 102' | Ángel Ramírez Juan de la Rosa |

| Principal  | Rafael Bonilla Vargas             |
| Asistentes | Fernando Ashram López Cortez      |
|            | Miguel Ángel Álvarez Martínez     |
| Cuarto     | Enrique Augusto Ramírez Gutiérrez |

| Alineación inicial |

| 23    | POR   | Joel Muñoz       |      |
| 2     | DEF   | Uriem Castrejón  |      |
| 15    | DEF   | Edwin Quezada    |      |
| 24    | DEF   | Luis Menera      |      |
| 4     | MED   | Eduardo Quiróz   |      |
| 6     | MED   | José León        |      |
| 8     | MED   | Francisco Flores | 96'  |
| 18    | MED   | Jorge Rivera     | 55'  |
| 9     | DEL   | Bryan Mota       |      |
| 10    | DEL   | Juan Carlos Peña | 118' |
| 11    | DEL   | Daniel Valencia  |      |
| D. T. | D. T. | José Muñoz       |      |

| 35    | POR   | Héctor Ordáz        |     |
| 16    | DEF   | José Macías         |     |
| 17    | DEF   | Carlos de Luna      |     |
| 21    | DEF   | Juan de la Rosa     |     |
| 23    | DEF   | Jesús García        |     |
| 8     | MED   | Ángel Ramírez       | 58' |
| 10    | MED   | Cristian Valladares | 20' |
| 18    | MED   | Eduardo Díaz        |     |
| 7     | DEL   | Emil Kamar          | 72' |
| 9     | DEL   | David Cortez        | 72' |
| 29    | DEL   | Raúl Magallón       |     |
| D. T. | D. T. | Pedro Muñoz         |     |

| 7  | Centrocampista | César Quiróz    | 55'  |
| 13 | Delantero      | Emmanuel Tellez | 96'  |
| 3  | Defensa        | Brandon López   | 118' |

| 11 | Centrocampista | Jorge Ramírez 58' | 20' |
| 22 | Delantero      | César May         | 58' |
| 24 | Centrocampista | Marvyn González   | 58' |
| 12 | Defensa        | José Gaytán       | 72' |
| 6  | Defensa        | Santos Calzada    | 72' |

| 76' · 99' | Bryan Mota Juan Carlos Peña | 1:1 2:1 |

| 63' | Raúl Magallón | 0:1 |

| 37' · 102' | Ángel Ramírez Juan de la Rosa |

| Principal  | Rafael Bonilla Vargas             |
| Asistentes | Fernando Ashram López Cortez      |
|            | Miguel Ángel Álvarez Martínez     |
| Cuarto     | Enrique Augusto Ramírez Gutiérrez |

| Alineación inicial |

| 23    | POR   | Joel Muñoz       |      |
| 2     | DEF   | Uriem Castrejón  |      |
| 15    | DEF   | Edwin Quezada    |      |
| 24    | DEF   | Luis Menera      |      |
| 4     | MED   | Eduardo Quiróz   |      |
| 6     | MED   | José León        |      |
| 8     | MED   | Francisco Flores | 96'  |
| 18    | MED   | Jorge Rivera     | 55'  |
| 9     | DEL   | Bryan Mota       |      |
| 10    | DEL   | Juan Carlos Peña | 118' |
| 11    | DEL   | Daniel Valencia  |      |
| D. T. | D. T. | José Muñoz       |      |

| 35    | POR   | Héctor Ordáz        |     |
| 16    | DEF   | José Macías         |     |
| 17    | DEF   | Carlos de Luna      |     |
| 21    | DEF   | Juan de la Rosa     |     |
| 23    | DEF   | Jesús García        |     |
| 8     | MED   | Ángel Ramírez       | 58' |
| 10    | MED   | Cristian Valladares | 20' |
| 18    | MED   | Eduardo Díaz        |     |
| 7     | DEL   | Emil Kamar          | 72' |
| 9     | DEL   | David Cortez        | 72' |
| 29    | DEL   | Raúl Magallón       |     |
| D. T. | D. T. | Pedro Muñoz         |     |

| 7  | Centrocampista | César Quiróz    | 55'  |
| 13 | Delantero      | Emmanuel Tellez | 96'  |
| 3  | Defensa        | Brandon López   | 118' |

| 11 | Centrocampista | Jorge Ramírez 58' | 20' |
| 22 | Delantero      | César May         | 58' |
| 24 | Centrocampista | Marvyn González   | 58' |
| 12 | Defensa        | José Gaytán       | 72' |
| 6  | Defensa        | Santos Calzada    | 72' |

| 76' · 99' | Bryan Mota Juan Carlos Peña | 1:1 2:1 |

| 63' | Raúl Magallón | 0:1 |

| 37' · 102' | Ángel Ramírez Juan de la Rosa |

| Principal  | Rafael Bonilla Vargas             |
| Asistentes | Fernando Ashram López Cortez      |
|            | Miguel Ángel Álvarez Martínez     |
| Cuarto     | Enrique Augusto Ramírez Gutiérrez |

| Alineación inicial |

| 23    | POR   | Joel Muñoz       |      |
| 2     | DEF   | Uriem Castrejón  |      |
| 15    | DEF   | Edwin Quezada    |      |
| 24    | DEF   | Luis Menera      |      |
| 4     | MED   | Eduardo Quiróz   |      |
| 6     | MED   | José León        |      |
| 8     | MED   | Francisco Flores | 96'  |
| 18    | MED   | Jorge Rivera     | 55'  |
| 9     | DEL   | Bryan Mota       |      |
| 10    | DEL   | Juan Carlos Peña | 118' |
| 11    | DEL   | Daniel Valencia  |      |
| D. T. | D. T. | José Muñoz       |      |

| 35    | POR   | Héctor Ordáz        |     |
| 16    | DEF   | José Macías         |     |
| 17    | DEF   | Carlos de Luna      |     |
| 21    | DEF   | Juan de la Rosa     |     |
| 23    | DEF   | Jesús García        |     |
| 8     | MED   | Ángel Ramírez       | 58' |
| 10    | MED   | Cristian Valladares | 20' |
| 18    | MED   | Eduardo Díaz        |     |
| 7     | DEL   | Emil Kamar          | 72' |
| 9     | DEL   | David Cortez        | 72' |
| 29    | DEL   | Raúl Magallón       |     |
| D. T. | D. T. | Pedro Muñoz         |     |

| 7  | Centrocampista | César Quiróz    | 55'  |
| 13 | Delantero      | Emmanuel Tellez | 96'  |
| 3  | Defensa        | Brandon López   | 118' |

| 11 | Centrocampista | Jorge Ramírez 58' | 20' |
| 22 | Delantero      | César May         | 58' |
| 24 | Centrocampista | Marvyn González   | 58' |
| 12 | Defensa        | José Gaytán       | 72' |
| 6  | Defensa        | Santos Calzada    | 72' |

| 76' · 99' | Bryan Mota Juan Carlos Peña | 1:1 2:1 |

| 63' | Raúl Magallón | 0:1 |

| 37' · 102' | Ángel Ramírez Juan de la Rosa |

| Principal  | Rafael Bonilla Vargas             |
| Asistentes | Fernando Ashram López Cortez      |
|            | Miguel Ángel Álvarez Martínez     |
| Cuarto     | Enrique Augusto Ramírez Gutiérrez |

| Alineación inicial |

| Campeón Apertura 2021 |
| --------------------- |
|                       |
| Aguacateros CDU       |
| 1° Título             |

## Tabla de Cocientes
- La tabla de cocientes se utiliza para determinar el orden de los clasificados a la fase de liguilla por el título y el ascenso.[6] Además, suele utilizarse para definir los descensos de categoría cuando estos se encuentran estipulados para la temporada.[7]

- Datos según la página oficial

 Fecha de actualización: 5 de diciembre de 2021
| Posición | Equipo            | Puntos | Juegos | Cociente | Diferencia |
| -------- | ----------------- | ------ | ------ | -------- | ---------- |
| 1        | Aguacateros CDU   | 35     | 14     | 2.500    | 40         |
| 2        | Alebrijes "B"     | 33     | 14     | 2.357    | 12         |
| 3        | Cuautla           | 32     | 14     | 2.286    | 19         |
| 4        | Calor             | 28     | 14     | 2.000    | 20         |
| 5        | Lobos Huerta      | 20     | 14     | 1.429    | -10        |
| 6        | Ciervos F.C.      | 15     | 14     | 1.071    | -17        |
| 7        | Huracanes Izcalli | 14     | 14     | 1.000    | -19        |
| 8        | Guerreros de Xico | 0      | 14     | 0.000    | -45        |

## Máximos Goleadores
- Datos según la página oficial de la competición.

 Fecha de actualización: 5 de diciembre de 2021
| Pos. | Jugador           | Equipo          | Goles | Minutos | Frec.       |
| ---- | ----------------- | --------------- | ----- | ------- | ----------- |
| 1º   | Bryan Mota        | Aguacateros CDU | 17    | 1170    | 68.82 min.  |
| 2º   | Raúl Magallón     | Calor           | 15    | 1238    | 82.53 min.  |
| 3º   | Julio Ibarra      | Ciervos F.C.    | 9     | 1100    | 122.22 min. |
| 4º   | Joel Robinson     | Calor           | 8     | 961     | 120.13 min. |
| =    | Daniel Rodríguez  | Lobos Huerta    | 8     | 1095    | 136.88 min. |
| =    | Juan Carlos Peña  | Aguacateros CDU | 8     | 806     | 100.75 min. |
| 7º   | Suker Estrada     | Cuautla         | 7     | 1170    | 167.14 min. |
| 8º   | Juan David Flores | Cuautla         | 6     | 961     | 160.17 min. |
| =    | Daniel Guzmán     | Alebrijes "B"   | 6     | 891     | 148.5 min.  |
| =    | Osiel Herrera     | Alebrijes "B"   | 6     | 1112    | 185.33 min. |
| =    | Aldo Suárez       | Cuautla         | 6     | 990     | 165 min.    |

## Asistencia
El listado excluye los partidos que fueron disputados a puerta cerrada.
 Fecha de actualización: 5 de diciembre de 2021
| 1       | 700   | 350 | Cuautla vs Alebrijes "B" (600)                                  | Guerreros de Xico vs Aguacateros CDU (100)                       |
| 2       | 850   | 213 | Calor vs Cuautla (400)                                          | Alebrijes "B" vs Ciervos (50)                                    |
| 3       | 55    | 28  | Alebrijes "B" vs Huracanes Izcalli (30)                         | Ciervos vs Calor (25)                                            |
| 4       | 930   | 233 | Aguacateros CDU vs Ciervos (500)                                | Guerreros de Xico vs Cuautla (30)                                |
| 5       | 350   | 117 | Calor vs Huracanes Izcalli (200)                                | Ciervos vs Guerreros de Xico (50)                                |
| 6       | 1,200 | 300 | Aguacateros CDU vs Calor Cuautla vs Huracanes Izcalli (500)     | Guerreros de Xico vs Alebrijes "B" Lobos Huerta vs Ciervos (100) |
| 7       | 850   | 213 | Calor vs Guerreros de Xico (300)                                | Alebrijes "B" vs Lobos Huerta (100)                              |
| 8       | 600   | 200 | Aguacateros CDU vs Guerreros de Xico (500)                      | Calor vs Lobos Huerta Alebrijes "B" vs Cuautla (50)              |
| 9       | 580   | 193 | Cuautla vs Calor (500)                                          | Guerreros de Xico vs Huracanes Izcalli (30)                      |
| 10      | 520   | 173 | Calor vs Ciervos F.C. (300)                                     | Guerreros de Xico vs Lobos Huerta (20)                           |
| 11      | 750   | 250 | Cuautla vs Guerreros de Xico (500)                              | Ciervos vs Aguacateros CDU (50)                                  |
| 12      | 1,150 | 384 | Aguacateros CDU vs Alebrijes "B" (600)                          | Guerreros de Xico vs Ciervos (50)                                |
| 13      | 300   | 100 | Calor vs Aguacateros CDU (200)                                  | Alebrijes "B" vs Guerreros de Xico Ciervos vs Lobos Huerta (50)  |
| 14      | 350   | 88  | Aguacateros CDU vs Huracanes Izcalli (300)                      | Guerreros de Xico vs Calor (50)                                  |
| Totales | 9,185 | 214 | Cuautla vs Alebrijes "B" Aguacateros CDU vs Alebrijes "B" (600) | Guerreros de Xico vs Lobos Huerta (20)                           |